# Anna Hensler
Anna Hensler (* 19. Juni 1878 in Bregenz, Vorarlberg; † 14. April 1952 in Klaus) war eine Vorarlberger Schriftstellerin und Heimatkundlerin.

## Leben
Anna Hensler war eine Tochter des Bregenzer Arztes Josef Kaspar Hensler. 1882 übersiedelte die Familie Hensler nach Marienbad. Nach dem Tod des Vaters 1884 kehrte die Familie nach Bregenz zurück. Um 1895 übersiedelte Anna Hensler aus gesundheitlichen Gründen nach Feldkirch. 1945 ließ sie sich zusammen mit ihrer Schwester Hedwig in Klaus nieder, wo sie ihre letzten Lebensjahre verbrachte.
1905 gelang ihr mit dem Buch „Frankreichs Lilien“ ein Bestseller. Gemeinsam mit ihrer Schwester Hedwig sammelte Anna Hensler regionale Sagen und Legenden und beschäftigte sich mit dem Vorarlberger Brauchtum.

## Würdigung
In Klaus und in Hohenems ist eine Anna-Hensler-Straße nach ihr benannt.

## Werke
- Frankreichs Lilien, Roman (1905)
- Jakob von Ems, Dichtung (1930)
- An die Hohenems, Dichtung (1934)
- Der letzte Odem des alten Brigantium (1946)
- Utz von Hohensax (1948)